# Nilbar Güreş
Nilbar Güreş (geboren 1977 in Istanbul) ist eine türkische Künstlerin, die in Wien, Österreich, lebt und arbeitet.
Sie besuchte die Marmara-Universität in Istanbul und die Akademie der bildenden Künste Wien.
In ihren Werken erforscht Güreş die weibliche Identität, die Rolle der Frau, die Beziehungen zwischen Frauen und ihren Häusern und öffentlichen Räumen sowie die Beziehungen zwischen Frauen. Sie beschäftigt sich auch mit dem Bild der muslimischen Frauen in Europa.
Sie hat, unter anderem auf der 20. Biennale von Sydney, der SeMA Biennale Mediacity, Seoul, und der 6. Berlin Biennale ausgestellt.